# Messa Glagolitica
La Messa Glagolitica (Ceco: Glagolská mše, Church Slavonic: Mša glagolskaja, o anche Missa Glagolitica o Messa Slavica) è una grande composizione per coro, orchestra, 4 voci e organo del musicista ceco Leoš Janáček, commissionata come brano per celebrare l'anniversario dell’indipendenza della Cecoslovacchia nel 1926 ed è ad oggi considerata dai critici musicali una delle sue composizioni più importanti ed eseguite nel mondo, assieme anche alla Sinfonietta e alle sue opere liriche.
L'idea per la composizione è stata suggerita da un amico clericale che, criticando la scarsità di musica religiosa in Cecoslovacchia, ha suggerito all'amico compositore di cimentarsi in una messa egli stesso, ma che però doveva essere diversa dalle solite messe musicali orchestrali. Perciò Janáček, un ateo convinto e fervente critico della Chiesa Cristiana, ha optato per una tradizionale impostazione latina e ha scelto di musicare un testo slavo della vecchia chiesa ceca (anche se in realtà è un ibrido della lingua estinta). Il termine "glagolitico" si riferisce infatti all'alfabeto originale in cui era scritto lo slavo della vecchia chiesa ceca.
La Messa fu iniziata poco dopo il viaggio di Janáček in Gran Bretagna nel 1926 e i suoi cinque movimenti vocali corrispondono alla messa cattolica (meno "dona nobis pacem" nell'Agnus). In effetti i lavori per la creazione della messa iniziarono come ambientazione latina del Kyrie, Agnus e Credo per organo e coro, già nel 1908. L'opera fu soggetta a una serie di successive alternanze sia del compositore che anche dopo la sua morte quando l'opera fu pubblicata.

## Storia
La composizione nasce dalla visione di Janáček di un temporale durante le sue vacanze nella città termale di Luhačovice.
(Leoš Janáček)

## Struttura
La messa è strutturata in otto movimenti, che vanno controcorrente dalla solita messa cristiana:
1 - Úvod – Introduction (orchestra)
2 - Gospodi pomiluj – Kyrie
3 - Slava – Gloria
4 - Věruju – Credo
5 - Svet – Sanctus
6 - Agneče Božij – Agnus Dei
7 - Varhany sólo (Postludium) – Organ solo
8 - Intrada – Exodus
Sebbene questa versione sia considerata la versione "standard" eseguita oggi del lavoro, la ricerca effettuata sui manoscritti di Janáček suggerisce che anche l'Intrada doveva essere suonata all'inizio dell'opera, creando una forma simmetrica a nove movimenti con il Věruju al centro. Inoltre, è stato rivelato che diverse altre sezioni del lavoro sono state semplificate in termini di misurazione e orchestrazione. Alcuni dei movimenti sono rielaborazioni delle precedenti composizioni di Janáček: lo Svet, per esempio, deriva dal Sanctus della Messa stessa del compositore in Mi minore.
Janáček ha una vasta esperienza nel lavoro con i cori, oltre a scrivere una grande quantità di musica corale. Comincia e si chiude con fanfare trionfali dominate dall'ottone. Tra queste sezioni si trova la scrittura particolarmente vibrante e ritmata per voci soliste e coro. Prima della chiusura della Intrada Janáček introduce un assolo di organo drammatico di notevole originalità, un moto perpetuo di energia selvaggia.

## Organico
La messa viene eseguita ad oggi per solisti soprano, contralto, tenore e basso, un doppio coro SATB e un'orchestra di 4 flauti (3 ottavini), 2 oboi, corno inglese, 3 clarinetti (3° clarinetto basso), 3 fagotti (3° controfagotto), 4 corni, 4 trombe, 3 tromboni, tuba, timpani, glockenspiel, triangolo, rullante, piatti, tam-tam, carillon, 2 arpe, celesta, organo e archi (1° e 2° violino, viole, violoncelli e contrabbassi).

## Discografia
- Břetislav Bakala alla direzione della Brno Radio Symphony Orchestra (rec. 1951, Supraphon)
- Leonard Bernstein dirige la New York Philharmonic (rec. 1963, Sony)
- Karel Ančerl dirige la Filarmonica ceca, (rec. Aprile 1963, Supraphon)
- Rafael Kubelík dirige la Bavarian Radio Symphony Orchestra (rec. 1964, Deutsche Grammophon)
- Rudolf Kempe dirige la Royal Philharmonic Orchestra (rec. Organo solista del maggio 1973, 6 agosto 1973, Decca)
- Václav Neumann dirige la Filarmonica ceca, (rec. 1978, Supraphon)
- František Jílek alla direzione della Brno State Philharmonic Orchestra (rec. 1979, Supraphon)
- Sir Simon Rattle dirige la Symphony Orchestra della città di Birmingham (rec. 1981, EMI Classics)
- Sir Charles Mackerras dirige la Filarmonica ceca (rec. 1984, Supraphon)
- Michael Gielen alla direzione della SWR Symphony Orchestra (rec. 1988, Intercord)
- Robert Shaw dirige la Atlanta Symphony Orchestra and Chorus (rec. 1990, Telarc)
- Michael Tilson Thomas dirige la London Symphony Orchestra (rec. 1990, Sony)
- Kurt Masur dirige la Gewandhausorchester di Lipsia (rec. 1991, Philips)
- Charles Dutoit dirige la Montreal Symphony Orchestra (rec. 16 maggio 1991 Decca)
- Sir Charles Mackerras alla direzione della Danish National Radio Symphony Orchestra (questa versione è basata sui manoscritti originali di Janáček) (rec. 1993, Chandos)
- Riccardo Chailly dirige l'orchestra filarmonica di Vienna con il coro della Filarmonica slovacca (rec. 8-9 giugno 1997, Decca)
- Ladislav Slovák dirige la Filarmonica slovacca; data di registrazione poco chiara, pubblicata da Music deLux
- Sir Andrew Davis dirige la BBC Symphony Orchestra e Chorus (rec. Live 2000 ai BBC Proms)
- Antoni Wit alla direzione della National Philharmonic Orchestra di Varsavia (rec. 2010, Naxos)
- Marek Janowski dirige la Berlin Radio Symphony Orchestra (rec. 2012, PentaTone)
- Tomáš Netopil dirige la Prague Radio Symphony Orchestra e il Prague Philharmonic Choir (rec. 2013) (Basato sulla versione originale della performance)
- Edward Gardner alla direzione della Bergen Philharmonic Orchestra (rec. 2015, Chandos)
- Il "Postludium" è stato registrato come un organo autonomo da un vasto numero di organisti.

## Curiosità
- Dopo la prima dell'opera, avvenuta a Brno nel 1927, un critico definì la messa "l'opera di un vecchio credente". Janácek però gli rispose laconicamente su una cartolina illustrata con un leone disegnato: "Né vecchio né credente, giovanotto!". Janacek infatti era ateo, ed aveva criticato molte volte la Chiesa Organizzata, considerandola addirittura ''una chiesa piena di morte''.